# Juda ibn Quraysh
Yehouda ibn Quraysh (ou Qoreish) est un célèbre et éminent linguiste Juif algérien des IXe et Xe siècles. Issu d'un double courant culturel, rédigeant en arabe, il fut l'un des pionniers de la philologie hébraïque,.
Il vécut durant une période de prospérité et de grand foisonnement intellectuel et culturel au Maghreb Central (actuelle Algérie) ; de cette époque, il est un témoin de la grande tolérance religieuse du Royaume Rostémide, théocratie islamique orthodoxe de dogme ibadite, ayant été la garante d'un vivre-ensemble brillant - et rare pour l'époque dans le bassin méditerranéen - des trois grandes religions monothéistes.

## Éléments biographiques
Natif de Tahert (l'actuelle Tiaret, en Algérie), Juda ibn Quraysh a selon toute probabilité rejoint la communauté juive de Kairouan, qui était alors l'un des centres juifs les plus influents du monde musulman et le plus florissant d'Afrique du Nord ; c'est là qu'il aurait rencontré Eldad ha-Dani, un marchand voyageur, célèbre pour ses récits fabuleux mais aussi pour ses expressions hébraïques inhabituelles.

## Œuvre
Son œuvre principale, rédigée en arabe, est la Risāla (« Lettre » ou « épître »), adressé à la communauté juive de Fès dans le second quart du Xe siècle.
Dans la préface à cette lettre, il adjure ses destinataires à ne pas négliger l'étude des Targoumim, traductions judéo-araméennes, souvent interprétatives, de la Bible hébraïque, car ils sont nécessaires à la bonne connaissance de la Bible, qui contient de nombreux aramaïsmes.
Si l'aspect grammatical de la Risāla n'offre que peu d'intérêt, elle est au contraire d'une grande valeur pour la philologie comparée. Juda ibn Quraysh reconnaît la parenté commune des diverses langues sémitiques et le fait qu'elles partagent, bien que leur développement soit différent, les mêmes règles linguistiques. Sa Risāla est donc la première contribution connue à l'étude critique des langues sémitiques.

Les conclusions d'ibn Quraysh lui sont propres et il les maintient même lorsqu'elles s'écartent des enseignements de la Mishna et du Talmud ; certains en ont erronément déduit qu'il était karaïte (mouvement juif scripturaliste, adversaire du judaïsme rabbinique traditionnel). 
La Risāla a été éditée pour la première fois par Bargès et Goldberg (Paris, 1857). Une traduction hébraïque, sous le titre d’Iggeret, a été réalisée par Katz (1952). Une autre traduction hébraïque, avec édition critique a été préparée par D. Becker (1964).
Juda ibn Quraysh aurait écrit, outre la Risāla, un dictionnaire complet d'hébreu biblique, mais rien n'est certain à ce sujet, bien que Juda mentionne ce dictionnaire dans la Risāla. Toutefois, selon Y. Blau, c'est précisément cette partie de la Risāla qui constituerait le dictionnaire.
Il aurait en outre écrit un livre sur les commandements, disparu lui aussi jusqu'à son nom.